# Parentucellia viscosa
La perlina maggiore (nome scientifico Parentucellia viscosa (L.) Caruel, 1885) è una pianta erbacea appartenente alla famiglia delle Orobanchaceae.

## Etimologia
Il nome generico (Parentucellia) è stato dato in ricordo di Tommaso Parentucelli (1397-1455), papa Niccolò V, fondatore della Biblioteca Apostolica Vaticana e del Giardino Botanico nel Vaticano, mentre L'epiteto specifico (viscosa) significa "appiccicoso", "viscido" e fa riferimento al tipo di peli presenti sulla pianta.
Il binomio scientifico della pianta di questa voce è stato proposto inizialmente da Carl von Linné (1707 – 1778) biologo e scrittore svedese, considerato il padre della moderna classificazione scientifica degli organismi viventi, nella pubblicazione "Species Plantarum", perfezionato successivamente dal botanico italiano, di origine franco-inglese, Théodore Caruel (Chandernagor, 27 giugno 1830 – Firenze, 4 dicembre 1898) nella pubblicazione "Flora Italiana 6 - 1885" del 1885.

## Descrizione
Queste piante raggiungono una altezza di 3 - 9 dm. La forma biologica è terofita scaposa (T scap), ossia in generale sono piante erbacee che differiscono dalle altre forme biologiche poiché, essendo annuali, superano la stagione avversa sotto forma di seme e sono munite di asse fiorale eretto e spesso privo di foglie. Sono piante semiparassite (ossia contengono ancora clorofilla) e sono provviste di uno o più austori connessi alle radici ospiti per ricavare sostanze nutritive. Tutta la pianta è irta di peli ghiandolari patenti vischiosi. Lunghezza dei peli: 0,3 - 0,6 mm.

### Radici
Le radici sono tipo fittone.

### Fusto
La parte aerea del fusto è eretta e semplice (o poco ramosa).

### Foglie
Le foglie lungo il caule sono disposte in modo opposto. La lamina ha una forma lineare in quelle minori, lanceolata in quelle maggiori; i bordi sono dentati; il portamento delle foglie spesso è patente o riflesso. Anneriscono con la dissecazione. Dimensione delle foglie lineari: larghezza 2 – 6 mm; lunghezza 30 – 80 mm. Dimensione delle foglie lanceolate: larghezza 15 – 20 mm; lunghezza 40 – 50 mm.

### Infiorescenza
Le infiorescenze sono dense, a forma di piramide e con i fiori disposti in tutte le direzioni. Sono presenti delle brattee con delle forme da ovali a lineari; quelle superiori formano un ciuffo apicale. Lunghezza delle brattee: 15 – 30 mm.

### Fiore
I fiori sono ermafroditi, zigomorfi e tetraciclici (con i quattro verticilli fondamentali delle Angiosperme: calice – corolla – androceo – gineceo). in genere sono più o meno pentameri (ogni verticillo ha 5 elementi). Lunghezza del fiore: 18 – 24 mm.
- Formula fiorale: per questa pianta viene indicata la seguente formula fiorale:

X, K (4), [C (2+3), A 2+2], G (2), (supero), capsula
- Calice: il calice, gamosepalo, ha quattro denti (tetramero); la forma è tubuloso-cilindrica. I denti in genere sono lunghi 2/3 del tubo; mentre alla fruttificazione superano la capsula. Lunghezza del calice : 9 – 11 mm. Lunghezza dei denti: 6 – 7 mm.
- Corolla: la corolla, pentamera (a cinque lobi) e simpetala, è bilabiata e priva di sperone; il labbro inferiore ha tre lobi più o meno interi; il colore è giallo. La corolla è precocemente caduca. Lunghezza della corolla: 18 – 24 mm.
- Androceo: gli stami dell'androceo sono quattro didinami; sono inseriti nel tubo corollino. Le antere sono glabre e sporgono dalle fauci corolline. Le antere sono conniventi ed hanno una loggia portante un cornetto allungato (i cornetti sono uguali fra di loro). Le sacche polliniche hanno l'estremità inferiore a forma di freccia[8]
- Gineceo: i carpelli del gineceo sono due e formano un ovario unico supero biloculare (derivato dai due carpelli iniziali). Lo stilo è unico lievemente più lungo degli stami ed è inserito all'apice dell'ovario; lo stimma è capitato.
- Fioritura: da marzo a settembre.

### Frutti
Il frutto è del tipo a capsula deiscente; la forma è obovata con superficie densamente pubescente. I semi sono numerosi e reticolati. Lunghezza della capsula: 6 – 9 mm. Dimensione dei semi: minore di 1 mm.

## Riproduzione
- Impollinazione: l'impollinazione avviene tramite insetti (impollinazione entomogama).
- Riproduzione: la fecondazione avviene fondamentalmente tramite l'impollinazione dei fiori (vedi sopra).
- Dispersione: i semi cadendo a terra (dopo essere stati trasportati per alcuni metri dal vento per merito del pappo – disseminazione anemocora) sono successivamente dispersi soprattutto da insetti tipo formiche (disseminazione mirmecoria).

In queste piante il semiparassitismo è tale per cui anche i semi per germogliare hanno bisogno della presenza delle radici della pianta ospite; altrimenti le giovani piantine sono destinate ad una precoce degenerazione.

## Distribuzione e habitat

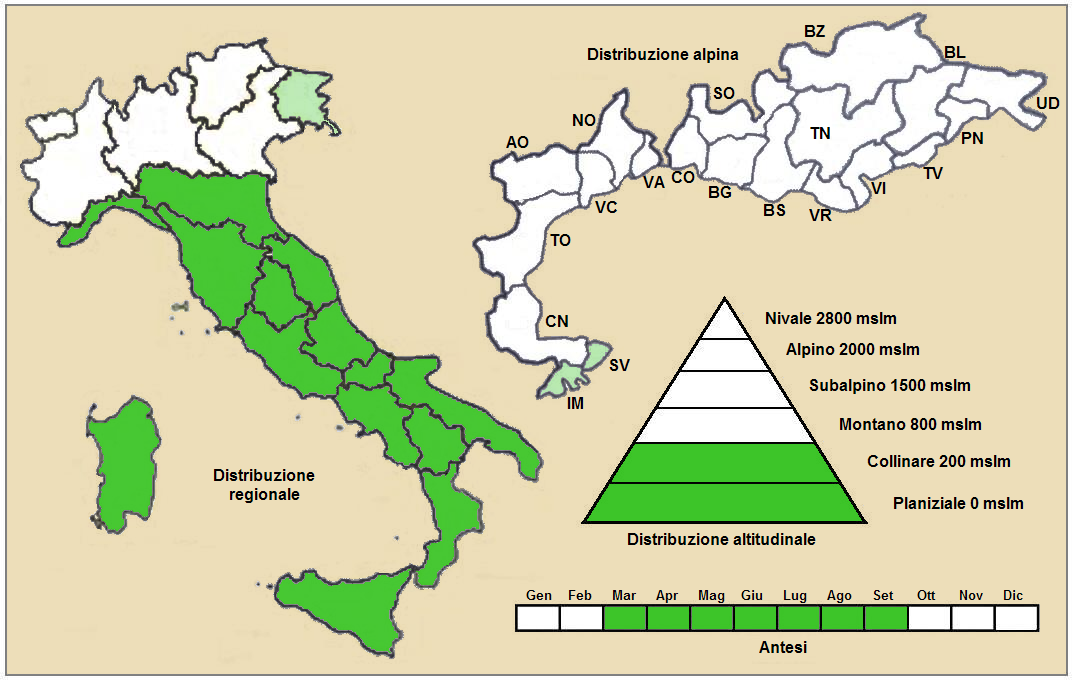
Distribuzione della pianta
(Distribuzione regionale – Distribuzione alpina)

- Geoelemento: il tipo corologico (area di origine) è Mediterraneo - Atlantico.
- Distribuzione: in Italia questa specie è presente nel Nord-Ovest (Liguria), al Centro e al Sud (isole comprese). Nelle Alpi (oltre confine) si trova in Francia (dipartimento Alpes-Maritimes). Sugli altri rilievi europei collegati alle Alpi si trova nei Pirenei.[11] Nel resto dell'Europa è presente soprattutto nella parte occidentale dalla Penisola Iberica alla Croazia e dalla Gran Bretagna alla Grecia. Si trova anche in Anatolia, Asia mediterranea, Egitto e nel Magreb.[12]
- Habitat: l'habitat tipico per questa pianta sono i pascoli e gli incolti su terreni umidi; ma anche gli ambienti ruderali (sempre umidi). Il substrato preferito è sia calcareo che siliceo con pH neutro, medi valori nutrizionali del terreno che deve essere umido.[11]
- Distribuzione altitudinale: sui rilievi queste piante si possono trovare fino a 700 m s.l.m.; frequentano quindi i seguenti piani vegetazionali: collinare (oltre a quello planiziale – a livello del mare).

### Fitosociologia
Dal punto di vista fitosociologico Parentucellia viscosa appartiene alla seguente comunità vegetale:
Formazione: delle comunità terofiche pioniere nitrofile
Classe: Stellarietea mediae

## Tassonomia
La famiglia di appartenenza della specie (Orobanchaceae) comprende soprattutto piante erbacee perenni e annuali semiparassite (ossia contengono ancora clorofilla a parte qualche genere completamente parassita) con uno o più austori connessi alle radici ospiti. È una famiglia abbastanza numerosa con circa 60 - 90 generi e oltre 1700 - 2000 specie (il numero dei generi e delle specie dipende dai vari metodi di classificazione) distribuiti in tutti i continenti. Il genere Parentucellia è distribuito soprattutto in Europa con poche specie di cui 2 sono presenti nella flora spontanea italiana.
- Basionimo: per questa specie il basionimo è: Bartsia viscosa L., 1753 (famiglia Scrophulariaceae).[11]

### Filogenesi
La classificazione tassonomica del Parentucellia viscosa è in via di definizione in quanto fino a poco tempo fa il suo genere apparteneva alla famiglia delle Scrophulariaceae (secondo la classificazione ormai classica di Cronquist), mentre ora con i nuovi sistemi di classificazione filogenetica (classificazione APG) è stata assegnata alla famiglia delle Orobanchaceae (tribù Rhinantheae).
Il numero cromosomico per questa specie è: 2n = 24.

### Sinonimi
Questa entità ha avuto nel tempo diverse nomenclature. L'elenco seguente indica alcuni tra i sinonimi più frequenti:
- Bartsia viscosa L.
- Bellardia viscosa  (L.) Fisch. & C. A. Mey.
- Eufragia viscosa  (L.) Benth.
- Euphragia viscosa  (L.) Benth.
- Rhinanthus viscosus  (L.) Lam.
- Lasiopera viscosa  (L.) Hoffmanns. & Link
- Trixago viscosa  (L.) Rchb.

## Altre notizie
La parentucellia viscosa in altre lingue è chiamata nei seguenti modi:
- (DE)  Gelbe Bartsie
- (FR)  Parentucelle visqueuse
- (EN)  Yellow Bartsia